# Paul Nickerl
Paul Nickerl (13. listopadu 1900 Velký Luh – 12. prosince 1939) byl československý politik německé národnosti a meziválečný poslanec Národního shromáždění za Sudetoněmeckou stranu.

## Biografie
Jeho otec byl zednickým polírem. Paul vychodil národní, měšťanskou a odbornou školu. Byl úředníkem v Chebu, potom dělníkem v kožedělné továrně v Plesné. Byl členem sboru dobrovolných hasičů. Profesí byl dělník. Podle údajů z roku 1935 bydlel ve Velkém Luhu.
V letech 1935–1938 byl okresním předsedou SdP. V parlamentních volbách v roce 1935 se stal poslancem Národního shromáždění. Poslanecké křeslo ztratil na podzim 1938 v souvislosti se změnami hranic Československa.
Zemřel v prosinci 1939 po operaci slepého střeva a následné embolii.